# Station Barrow-upon-Soar
Barrow-Upon-Soar is een spoorwegstation in Engeland. 